# Крепость Каркасон
Ситэ или крепость Каркасон (фр. Cité de Carcassonne, ville fortifiée de Carcassonne) — средневековый архитектурный ансамбль, расположенный во французском городе Каркасоне на территории департамента Од. Крепость стоит на правом берегу реки Од к юго-востоку от современного города.
История этого укрепленного средневекового города восходит к галло-римскому периоду французской истории. Он окружен двойным рядом крепостных стен, длина которых составляет около 3 км. Над стенами возвышаются 52 башни. На территории города расположен графский замок и базилика Святого Назария.
В XIX веке цитадель была вольно реконструирована под руководством Эжена Виолле-ле-Дюка. С 1997 года Ситэ входит в Список Всемирного наследия ЮНЕСКО. Замок, фортификационные строения, ристалище и башни принадлежат государству и являются историческими памятниками Франции. Остальная часть Ситэ находится в управлении муниципальных властей.

## Географическое расположение
Крепость Каркасон расположена на правом берегу реки Од. Она возвышается над современным городом Каркасоном, лежащем на западе от Ситэ. Средневековый город находится между Черной горой и Пиренеями на пути между Средиземным морем и Атлантическим океаном. Таким образом, средневековый город занимал важную стратегическую позицию на юге Франции, контролируя проход на севере к Черной горе, на юге — к Корбьерам, на западе к равнине Лораге и на востоке к виноградарской местности, простирающейся в сторону Средиземного моря.
Ситэ построен на краю небольшого плато, расположенного на высоте 150 м над современным Каркасоном. После того как вестготы построили первый пояс укреплений, земля в этом месте немного просела. Плато начинается у подножья горного массива Корбьер (коммуна Палажа) на высоте 260 м, затем на территории Ситэ понижается до 148 м, а у берегов Ода имеет высоту всего в 100 м над уровнем моря. С западной стороны склон довольно крутой, поэтому доступ к крепости для возможных врагов с этой стороны был затруднен. Торговцы и атакующие войска подходили к городу по более пологому восточному склону. Поэтому самые важные оборонительные сооружения и механизмы находились именно с этой стороны.

## 2500 лет истории
Укрепленное поселение появилось на холме Carcas около 800 года до нашей эры. В VI веке до н.э. укрепления по неизвестной причине перенесли на километр севернее, туда, где сегодня расположена старая крепость Каркассона. 
Крепость Каркасон прошла несколько этапов на протяжении своей истории: сначала здесь была первобытная стоянка, затем галло-римский город, крепость вестготов, графство, виконтство, и, наконец, королевское сенешальство. Каждый из этих исторических этапов, от римского периода до позднего средневековья, оставил свой след на архитектурной композиции Ситэ.

### От галло-римлян до вестготов
В 125-121 гг. до н. э. на территорию Лангедока пришли римляне и основали провинцию Нарбонская Галлия по названию города Нарбонна, который римляне сделали своим главным укрепленным пунктом. Каркассон, входя в эту провинцию, пользовался широкой автономией и в 70 году до нашей эры получил статус привилегированного города. В начале новой эры были возведены новые укрепления: в современной (реконструированной) Крепости (Cite) часть башен и фрагменты стен воссозданы в галло-римском стиле.
С 419 года н. э. Каркассон оказался на территории Вестготского королевства. Вестготы обновили башни и стены крепости, использовав римские фундаменты.

### Франкский период
В 725 году Каркассон заняли арабы, но в 759 году Каркассон вместе со всей Септиманией перешел под контроль франкского Каролингского королевства после того, как королю Пипину Короткому удалось изгнать арабов. 
В последней четверти VIII века встречается упоминание первого графа Каркассонского Белло (Беллона), правившего в городе до 812 года. Мелкие сеньоры, владевшие Каркассоном, не имели достаточных средств для того, чтобы обеспечить развитие города, но в конце XI века Каркассон перешёл во владение могущественного рода Транкавелей, и в начале XII века Бернар-Атон IV Тренкавель построил в Каркассоне замок, а также завершил возведение крепостной стены. 
В 1209 году Раймунд Роже Транкавель сдал Каркассон войскам Симона де Монфора, возглавлявшего крестовый поход против альбигойцев. Каркассонская крепость стала базой для операций против тех городов, которые оказали более упорное сопротивление – в частности, Монпелье и Монтобана. В 1224 году Раймунд II Транкавель попытался отвоевать город обратно, но спустя два года после нового крестового похода, который на этот раз возглавил сам король Людовик VIII, Раймунд II был вынужден бежать, город подвергся разграблению, а его жители – расправе со стороны королевских войск. После этого Каркассон вошёл в королевский домен, став центром сенешальства.

### Королевский период
В 1240 году Раймунд Тренкавель вновь безуспешно предпринял попытку штурма Каркассона. Это был последний штурм крепости. Однако в ней еще на протяжении нескольких веков содержался гарнизон. Во второй четверти XIV века крепость Каркассона была усилена второй линией стен, расположенной в полутора километрах от первой. 
В эпоху религиозных войн 1560—1629 годов Каркассон был оплотом католиков, и все его осады гугенотами (в 1575 г. под командованием сира Вильи, в 1585 г. — под командованием герцога де Монморанси) были безуспешными.

### XIX-XX века
Начиная с 1849 года осуществлялось восстановление средневековой крепости под руководством знаменитого архитектора
Эжена Виолле-ле-Дюка. Однако историки предъявляли к нему претензии за недостаточное стремление к подлинности. Реставрация внутренней стены была завершена к 1889 году. 
Последующие работы окончательно придали крепости статус памятника искусства, и в 1903 году она была передана из ведения министерства обороны в ведение министерства культуры. 
Во время Второй мировой войны крепость использовалась немецкими оккупантами как склад оружия и боеприпасов.
В 1961 году в крепости был создан музей. 
В 1997 году крепость Каркассон была внесена в перечень объектов всемирного наследия ЮНЕСКО.